# Sibynophis
Sibynophis es un género de serpientes de la familia Colubridae. Sus especies se distribuyen por Asia (China y la región indomalaya) y el oeste de la Wallacea.

## Especies
Se reconocen las siguientes:
- Sibynophis bistrigatus (Günther, 1868)
- Sibynophis bivittatus (Boulenger, 1894)
- Sibynophis chinensis (Günther, 1889)
- Sibynophis collaris (Gray, 1853)
- Sibynophis geminatus (Boie, 1826)
- Sibynophis melanocephalus (Gray, 1835)
- Sibynophis sagittarius (Cantor, 1839)
- Sibynophis subpunctatus (Duméril, Bibron & Duméril, 1854)
- Sibynophis triangularis Taylor, 1965